# Опекунство (фильм, 2017)
«Опекунство» (фр. Jusqu'à la garde) — французский драматический фильм 2017 года, полнометражный режиссерский дебют Ксавье Леграна. Мировая премьера ленты состоялась 8 сентября 2017 года на 74-м Венецианском международном кинофестивале, где она участвовала в основной конкурсной программе и получила премию «Серебряный лев». В мае 2018 года фильм участвовал в основной конкурсной программе 47-го Киевского МКФ «Молодость» и получил Приз ФИПРЕССИ за лучший фильм. В 2019 году фильм получил французскую киноперемию «Сезар» как лучший фильм года.

## Сюжет
Семейная пара Бессонов находится на грани развода. Мириам хочет оставить сына себе, но переходит грань дозволенного и обвиняется в злоупотреблении полномочиями. Героиня просит единоличную опеку, но судья просьбу не удовлетворяет и отдает сына Жюльена под совместную опеку с отцом. Мириам считает, что ее права нарушены. Став заложником конфликта между родными родителями, Жюльен решается на отчаянный шаг, чтобы всему этому помешать.

## В ролях
| Актёр           | Роль           |
| --------------- | -------------- |
| Леа Дрюкер      | Мириам Бессон  |
| Дени Меноше     | Антуан Бессон  |
| Тома Жория      | Жюльен Бессон  |
| Матильда Оневьё | Жозефин Бессон |
| Жан-Мари Венлен | Жоэль Бессон   |

## Награды и номинации
| Список наград и номинаций | Список наград и номинаций                     | Список наград и номинаций                                | Список наград и номинаций               | Список наград и номинаций | Список наград и номинаций |
| Год                       | Кинофестиваль/Кинопремия                      | Категория                                                | Номинант(ы)                             | Результат                 | Ист.                      |
| ------------------------- | --------------------------------------------- | -------------------------------------------------------- | --------------------------------------- | ------------------------- | ------------------------- |
| 2017                      | 74-й Венецианский международный кинофестиваль | Серебряный лев за режиссуру                              | Ксавье Легран                           | Победа                    | [ 4 ]                     |
| 2017                      | 74-й Венецианский международный кинофестиваль | Лев Будущего — Приз Луиджи де Лаурентиса за лучший дебют | «Опекунство»                            | Победа                    | [ 4 ]                     |
| 2017                      | Международный кинофестиваль в Торонто         | Приз «Платформы»                                         | «Опекунство»                            | Номинация                 |                           |
| 2019                      | Люмьер                                        | Лучшая режиссура                                         | Ксавье Легран                           | Номинация                 | [ 7 ]                     |
| 2019                      | Люмьер                                        | Лучший актёр                                             | Дени Меноше                             | Номинация                 | [ 7 ]                     |
| 2019                      | Люмьер                                        | Лучшая актриса                                           | Леа Дрюкер                              | Номинация                 | [ 7 ]                     |
| 2019                      | Люмьер                                        | Лучший дебютный фильм                                    | «Опекунство»                            | Победа                    | [ 7 ]                     |
| 2019                      | Сезар                                         | Лучший фильм                                             | «Опекунство»                            | Победа                    | [ 8 ]                     |
| 2019                      | Сезар                                         | Лучшая режиссура                                         | Ксавье Легран                           | Номинация                 | [ 8 ]                     |
| 2019                      | Сезар                                         | Лучший актёр                                             | Дени Меноше                             | Номинация                 | [ 8 ]                     |
| 2019                      | Сезар                                         | Лучшая актриса                                           | Леа Дрюкер                              | Победа                    | [ 8 ]                     |
| 2019                      | Сезар                                         | Самый многообещающий актёр                               | Тома Жория                              | Номинация                 | [ 8 ]                     |
| 2019                      | Сезар                                         | Лучший оригинальный сценарий                             | Ксавье Легран                           | Победа                    | [ 8 ]                     |
| 2019                      | Сезар                                         | Лучший монтаж                                            | Йоргос Лампринос                        | Победа                    | [ 8 ]                     |
| 2019                      | Сезар                                         | Лучшая работа оператора                                  | Натали Дюран                            | Номинация                 | [ 8 ]                     |
| 2019                      | Сезар                                         | Лучший звук                                              | Жюльен Сикар, Жюльен Ройг, Венсан Верду | Номинация                 | [ 8 ]                     |
| 2019                      | Сезар                                         | Лучший дебютный фильм                                    | «Опекунство»                            | Номинация                 | [ 8 ]                     |